# 밀성고등학교
밀성고등학교(密城高等學校)는 대한민국 경상남도 밀양시 내이동에 있는 사립 고등학교이다.

## 학교 연혁
- 1953년 4월 21일 : 재단법인 밀양 명륜학원 설립 인가
- 1953년 7월 1일 : 밀성고등학교 6학급 설립 인가
- 1964년 1월 25일 : 재단법인을 학교법인으로 변경
- 1967년 10월 5일 : 밀성고등학교를 밀성종합고등학교로 개명
- 1970년 10월 26일 : 학교법인 밀성학원으로 변경
- 1973년 10월 12일 : 밀성고등학교로 개명, 15학급 학칙 변경
- 1979년 2월 2일 : 보통과 7학급, 전 21학급으로 학칙 변경
- 2001년 9월 4일 : 남녀공학으로 학칙 변경
- 2011년 3월 1일 : 특수학급 1학급 인가
- 2019년 4월 20일 : 학교법인 밀성학원 서종범 이사장 취임
- 2024년 3월 1일 : 현 김도훈 교장 취임
- 2025년 2월 27일 : 학교법인 아하브학원으로 변경

## 참고 자료
- 밀성고등학교 - 한국교육학술정보원 학교알리미